# Hemicythere californiensis
Hemicythere californiensis är en kräftdjursart som beskrevs av LeRoy 1943. Hemicythere californiensis ingår i släktet Hemicythere och familjen Hemicytheridae. Inga underarter finns listade i Catalogue of Life.